# خوسيه أنطونيو غارسيا فرنانديز
خوسيه أنطونيو غارسيا فرنانديز (بالإسبانية: José Antonio García Fernández)‏ (17 يناير 1992 بمدينة مكسيكو في المكسيك - ) هو لاعب كرة قدم مكسيكي في مركز الدفاع. لعب مع نادي أونيفرسيداد ناسيونال وزاكاتيبيك.

## وصلات خارجية
- خوسيه أنطونيو غارسيا فرنانديز على موقع قاعدة بيانات كرة القدم.إي يو (الإنجليزية)
- خوسيه أنطونيو غارسيا فرنانديز على موقع Soccerway.com (الإنجليزية)
- خوسيه أنطونيو غارسيا فرنانديز على موقع AS.com (الإسبانية)